# Triuridaceae

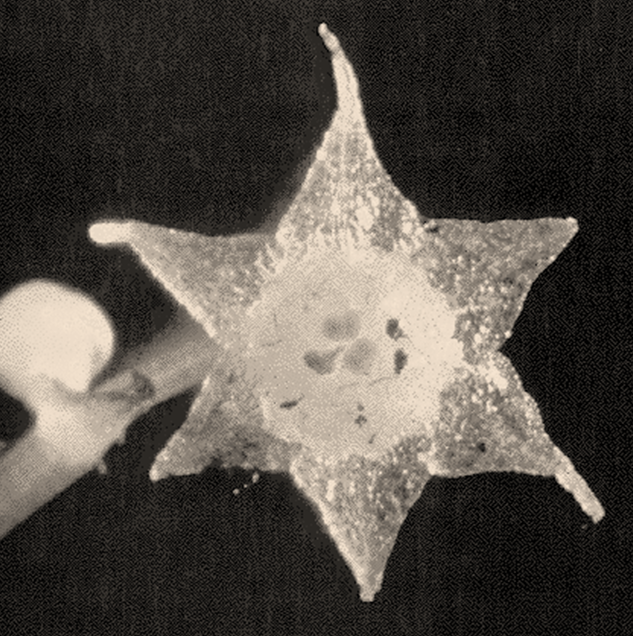
Fiore di Lacandonia schismatica

Triuridaceae Gardner è una famiglia di angiosperme monocotiledoni tropicali e subtropicali appartenente all'ordine Pandanales, che comprende otto generi con un totale di circa 60 specie conosciute.

## Descrizione
Tutte le specie mancano di clorofilla e sono micoeterotrofiche (ottengono cibo digerendo i funghi intracellulari, spesso erroneamente chiamati "saprofiti"). Lo stile di vita eterotrofo di queste piante ha comportato una perdita di vasi e stomi di xilema e una riduzione delle foglie a squame.
La morfologia dei fiori di questo raggruppamento ha caratteristiche particolari, che le differenziano dalle altre monocotiledoni: sono presenti sia unità riproduttive maschili (staminate) con identità fiorale distinta, che strutture femminili (pistillate) con caratteristiche di “falso fiore” (pseudanthium), che contengono molti carpelli liberi.
Il fiore di Lacandonia schismatica ha caratteristiche uniche nel mondo vegetale, con il gineceo che circonda l'androceo.

## Tassonomia
La circoscrizione delle Triuridaceae è stata instabile e alcuni taxa possono essere parafiletici.
Le Triuridaceae sono state alleate con le Alismataceae (in base alla morfologia dei carpelli), ma il sistema APG IV (2016) le colloca tra le monocotiledoni non commelinidi, nell'ordine Pandanales.
Il sistema Cronquist classificava questa famiglia nell'ordine Triuridales insieme a Petrosaviaceae.
Il genere Lacandonia era in precedenza collocato in una famiglia a sé stante (Lacandoniaceae).
La famiglia comprende i seguenti generi viventi:
- Kihansia Cheek
- Kupea Cheek & SAWilliams
- Lacandonia E.Martínez & Ramos
- Peltophyllum Gardner
- Sciaphila Blume
- Soridium Miers
- Triuridopsis H.Maas & Maas
- Triuris Miers

Sono inoltre noti due generi fossili che sono stati entrambi descritti nel 2002 dal Turoniano del New Jersey.
- † Mabelia Gandolfo, Nixon et Crepet
- † Nuhliantha Gandolfo, Nixon et Crepet